# Knut Ipsen
Knut Ipsen (ur. 9 czerwca 1935 w Hamburgu, zm. 17 marca 2022) – niemiecki prawnik, ekspert w dziedzinie prawa międzynarodowego publicznego.
Studiował prawo na Uniwersytecie Chrystiana Albrechta w Kilonii, gdzie rozpoczął swoją karierę zawodową. W uczelni tej uzyskał etat asystenta (1963), doktoryzował się (1967) i habilitował (1973) z zakresu prawa międzynarodowego publicznego, został mianowany docentem i objął Katedrę Prawa Międzynarodowego Publicznego (1973-1974). W latach 1974–2000 profesor Ruhr-Universität Bochum. Był prorektorem (1977-1979) i rektorem (1979-1989) tego Uniwersytetu. W latach 1991–1993 rektor-założyciel Uniwersytetu Europejskiego Viadrina we Frankfurcie nad Odrą doktor honoris causa wielu uczelni (Uniwersytet Jagielloński, Uniwersytet Wrocławski, Viadrina).
W latach 1994–2003 prezydent Niemieckiego Czerwonego Krzyża (DRK).

## Wybór dzieł
- Knut Ipsen: Völkerrecht. 5. Auflage. Verlag C.H. Beck, München 2004, ISBN 3-406-49636-9.
- Knut Ipsen, Christian Raap, Torsten Stein: Wehrrecht und Friedenssicherung. Luchterhand Verlag, Neuwied 1999, ISBN 3-472-03023-2.